# Bruno Detassis
Bruno Detassis   (Trento, 24 de juny de 1910 - Madonna di Campiglio, 8 de maig de 2008) fou un alpinista italià.
Autor de 200 vies noves, guia, gestor del Refugi de Brentei durant decennis, el seu nom està lligat sobretot a les Dolomites de Brenta.

## Biografia
Nascut de família obrera, des de molt jove treballa com aprenent i va a l'escola al vespre. Amb 16 anys puja la via normal de la Paganella com a cap de la cordada i amb 18 anys escala per primera vegada el Campanile Basso. Tria dedicar-se completament a la muntanya: el 1935 supera els exàmens de guia alpina i el 1936 els de professor d'esquí. Es converteix en instructor d'alpinisme prop a l'escola Militar Alpina d'Aosta. A Sestrieras és mestre d'esquí dels membres de la Casa Savoia i de la família Agnelli i aquí coneix Nella Cristian, triestina, la primera professora d'esquí italià: es casen el 1939 i es traslladen a Madonna de Campiglio. El 1943 Detassis, militar a Merano, es fet presoner dels alemanys i deportat a Alemanya al camp d'Oerbke, del qual l'alliberen els americans l'abril del 1945. Torna al Brenta. Després d'una experiència al refugi XII Apostoli, el 1949 se li confia la gestió del refugi Brentei: el gestionarà decennis, amb la dona i després amb els fills Ialla i Claudio, conquistant-se per la seva competència i la seva sempre atenta presència l'apel·latiu de Guardià del Brenta. Bruno Detassis mor el 8 de maig de 2008 a Madonna de Campiglio, amb 97 anys.
La importància i el carisma de Bruno Detassis en el panorama alpinista italià del segle XX depenen del prestigiós currículum alpí, però també de la seva profunda humanitat. Detassis no ha utilitzat mai els tons i les actituds heroiques, molt esteses en els anys de les seves principals realitzacions. Al contrari sempre va donar mostres de mesura, de sentit comú, de respecte per la muntanya, per les persones i per la vida. Des del punt de vista alpí va privilegiar l'elegància de les línies d'ascens, la seguretat i l'estil d'escalada més que l'ideal de l'empresa, el risc o les dificultats. El 1957, marxant cap al Cerro Torre com a cap de l'expedició trentina, es va comprometre a "Far tut quel che podem!", per després prendre nota de la dificultat de l'empresa i decretar: "La Torre és una muntanya impossible, i jo no vull posar en risc la vida de ningú. Per tant, en la meva qualitat de cap de l'expedició, us prohibeixo pujar la Torre".

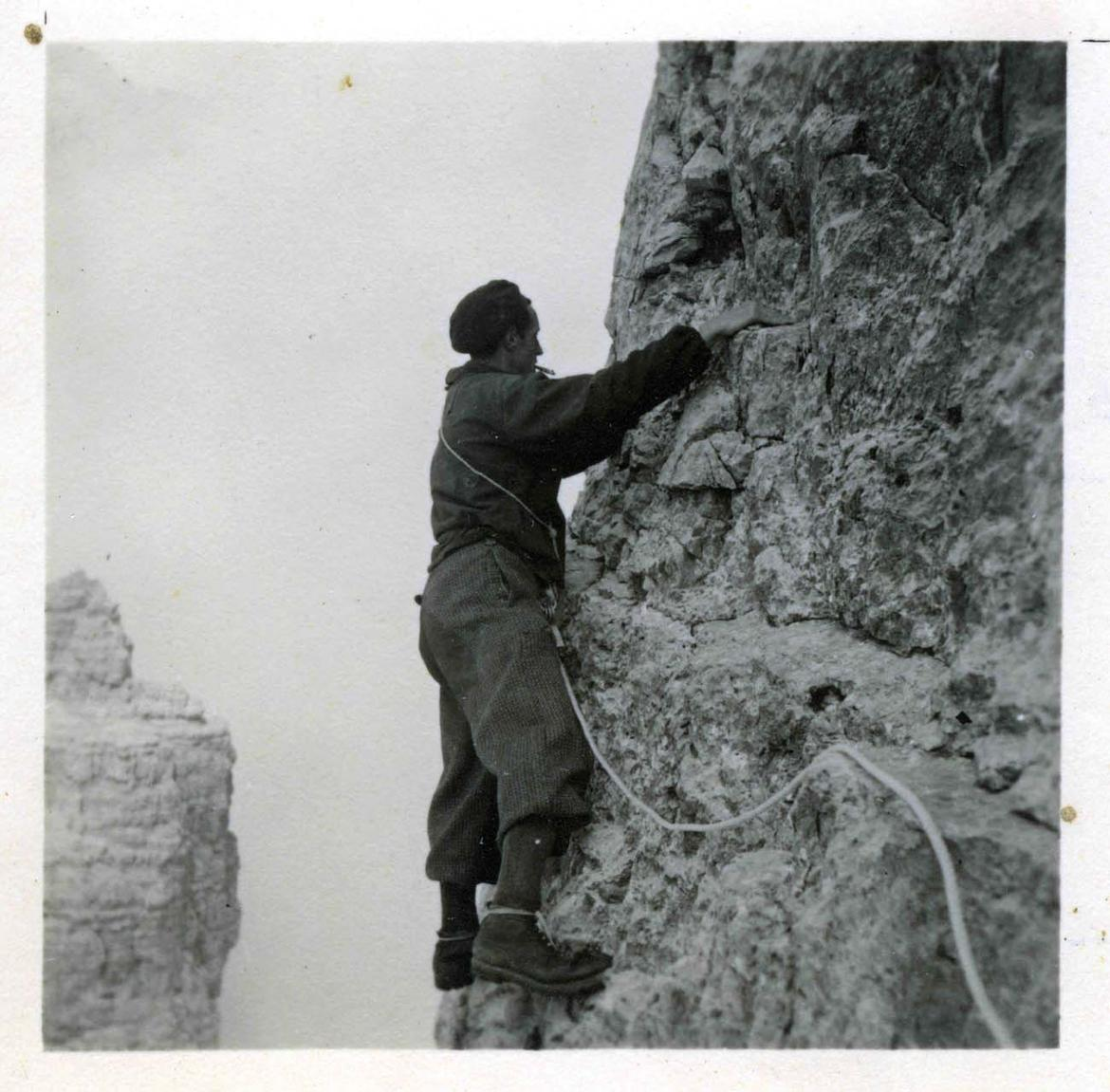
Detassis sobre el Brenta, en els anys 30

## Activitat alpina
Detassis va obrir a les Dolomites més de 200 vies, 70 de les quals en el grup de Brenta. Les principals per elegància, dificultat o per nombre de repeticions són:
- Pala del Rifugio, costat nord-oest, amb Ettore Castiglioni, 18 de juliol de 1934
- Sass Maor, costat sud, amb Ettore Castiglioni, 26 de juliol de 1934
- Brenta Alta, paret nord-est, via Trento, amb Ulisse Battistata i Enrico Giordani, 14-15 d'agost de 1934
- Crozzon de Brenta, paret est-nord-est, via delle Guide, amb Enrico Giordani, 2 d'agost de 1935
- Croz dell'Altissimo, paret sud-oest a la cima nord-oest, amb Enrico Giordani, 30 de juliol de 1936
- Cima Tosa, paret est, pilar de dreta, amb Giorgio Graffer, 13 d'agost de 1937
- Piccolo Dain (vall del Sarca), paret sud-est, via Canna d'Organo, amb Rizieri Costazza, 21-22 de setembre de 1938

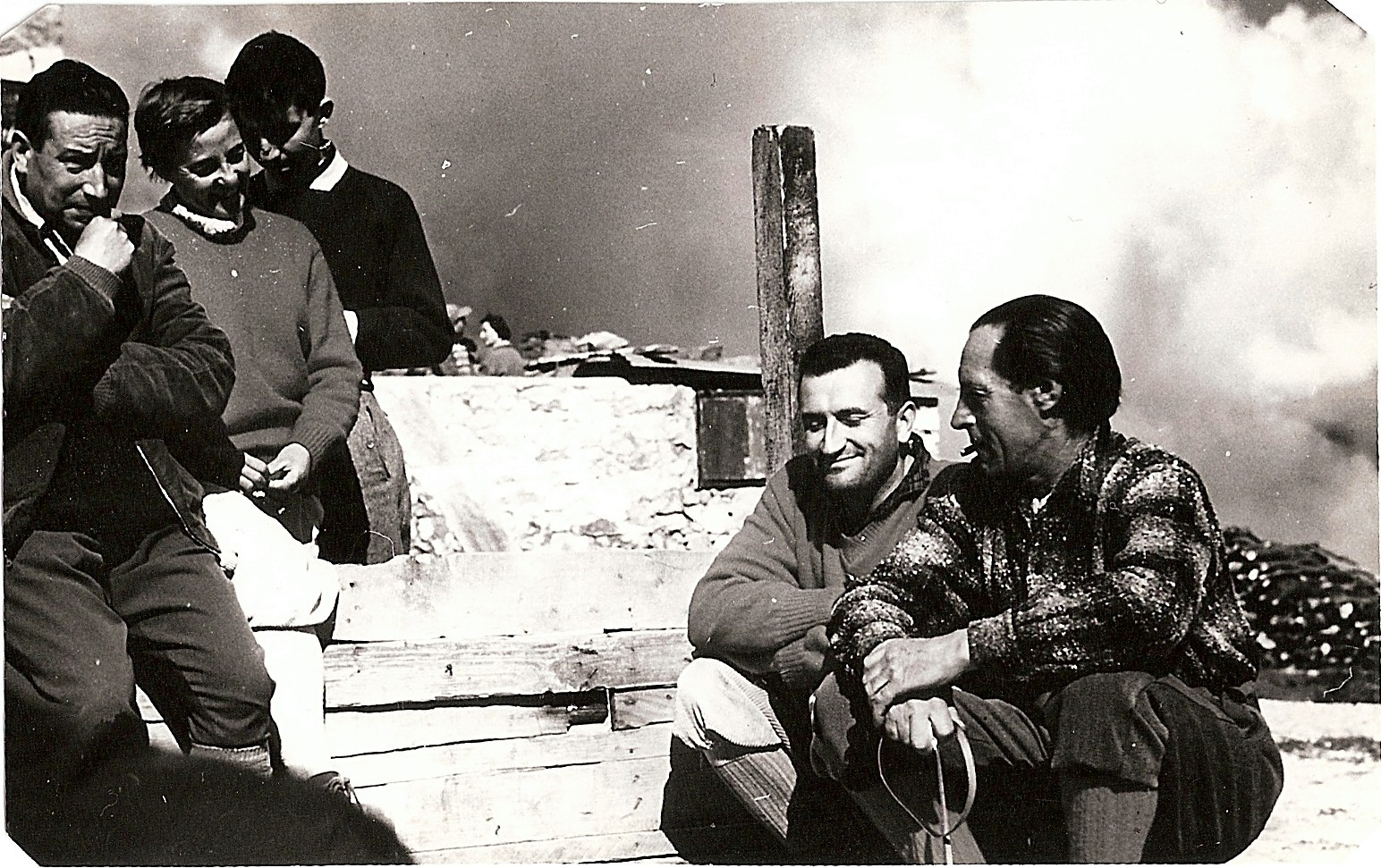
Bruno Detassis amb Georges (al centre) i Sonia Livanos (a l'esquerra) al Brenta el 1959

Entre el 10 de març i el 18 de maig de 1956, amb el germà Catullo, Angelo Righini i Fortunato Donini, aconsegueix fer la travessa integral dels Alps amb esquís, mai realitzada abans.
En realitat la primera travessa alpina amb esquís dels Alps va ser realitzada per Walter Bonatti i l'aleshores capità Lorenzo Longo (sortida de Tarvisio el 14 març i arribada a Col di Nava el 18 maig). La fita alpina realitzada per Bonatti i Longo ha estat reconeguda com la primera en la història de l'alpinisme per la FISI - Federació italiana d'esports d'hivern.
Entre el desembre de 1957 i 1958 Bruno Detassis va ser cap de la primera expedició trentina a la Patagònia, amb Marino Stenico, Catullo Detassis, Cesare Mestres, Luciano Eccher, Cesarino Fava i Tito Lucchini.
En qualitat de guia alpí va operar principalment a les Dolomites i, òbviament, en el Brenta, però també en el Mont Blanc i al Rosa, en el Delfinat, en les Piccole Dolomiti, a Grigna. Va efectuar nombroses intervencions de socors. Com a professional de la muntanya a punt per les exigències de tots els que hi anaven, va ser entre els que van pensar i realitzar la Via delle Bocchette.